# Vil·la romana de Santa Imbénia
La Vil·la de Santa Imbénia és una vil·la romana enrunada situada a la badia de Port Comte de l'Alguer. Està catalogada com a Bé Cultural per la Regió Autònoma de Sardenya. Està al costat del Vilatge de Santa Imbénia, un poble de cabanes del principi de l'edat de ferro.

## Descripció
L'estructura conservada s'estén per la línia de costa més de 133 metres, i està format per 49 habitacions. En la construcció es van utilitzar diversos materials com ciment, roques i maons disposats amb maçoneria amb la tècnica "opus caementicium". A l'edat mitjana es va fer servir "opus africanum" i es lliguen les pedres calcàries amb morter.
L'estructura més situada al nord tenia dues plantes i probablement hi havia les termes. Les habitacions d'aquest espai tenen voltes, decoracions en dos colors, mosaics amb decoracions geomètriques i parets amb frescos policromats amb elements figuratius, geomètrics, florals i animals amb elements sagrats i mitològics. Destaca una figura femenina amb abric i sandàlies en una taula on hi ha una tassa i espeles. Els estucats són del segle I dC. Es va utilitzar marbre per recobrir alguns espais.
Pel que fa al sud, s'observa la residència del "dominus", amb decoració amb frescos, estucs, mosaics i revestiment de marbre. A la mateixa zona hi ha un bloc d'obertures rectangulars en files per activitats productives com magatzems, allotjament o cuines. El complex comptava amb subministrament i canalització d'aigua. També s'ha identificat un assentament i una zona funerària de la darrera època d'una època situada entre el final de l'Edat Antiga i l'inici de l'Edat Mitjana.
Les estructures i dels mosaics, realitzats amb la tècnica de l'opus sectile, s'han estudiat a principis del segle XXI però les restes que no s'han traslladat estan en perill. Alguns dels fragments sí que han estat retirats i col·locats en el Museu Arqueològic Nacional de Sàsser. L'assentament va ser excavat els anys 1959-1960, 1979-1980 i entre 1994 i 1998.

## Història
El conjunt va ser construït el segle I dC sobre un poblat anterior i va tenir la seva època daurada el segle ii. Malgrat decaure l'espai, que va patir modificacions, es va continuar utilitzant de manera contínua fins al segle VIII dC.
Els estudiosos creuen que és una vila marítima construïda per un personatge ric que tenia un paper productiu consistent en dominar l'explotació de grans extensions de terrenys fèrtils. Probablement era el centre d'una societat organitzada per estaments que estava vinculada amb els mercats estrangers. És un dels sis principals jaciments arqueològics del municipi.